# Corinnomma javanum
Corinnomma javanum is een spinnensoort uit de familie van de loopspinnen (Corinnidae).
De wetenschappelijke naam van de soort werd in 1905 gepubliceerd door Eugène Simon.